# Sberbank
Sberbank Rossii (en ruso: Сбербанк России, una contracción de "сберегательный банк"; en español: "Caja de ahorros de la Federación Rusa") es el mayor banco de Rusia y de Europa Oriental. La sede del banco se encuentra en Moscú y su historia se remonta a la reforma financiera de 1841 de Cancrin. En muchas regiones Sberbank es prácticamente el único banco capaz de proporcionar servicios bancarios a las administraciones locales y ofrecer servicios financieros en inversiones y programas sociales.

## Historia
El Sberbank es el banco más antiguo del país, establecido en 1841. Después de la crisis financiera rusa de 1998, Sberbank desplazó sus inversiones en bonos del gobierno ruso a inversiones en el sector privado de la economía. Su cartera de inversiones aumentó entre dos y tres veces en 1999 tomando importantes participaciones en compañías petroleras, de gas y mineras del país.

## Accionariado
El Banco Central de Rusia, también conocido como Banco de Rusia, es el mayor accionista de Sberbank, poseyendo el 60.25% de los derechos de voto, con el resto de las acciones dispersas entre inversores privados e institucionales, estimando una participación extranjera del 20% en Sberbank.

## Dirección
- Director y delegado ejecutivo: German Gref (Mr.) (confirmado el 16 de octubre de 2007)

## Estadísticas clave
El banco posee aproximadamente 20.000 oficinas y 242.000 empleados.

## Proyectos de financiación

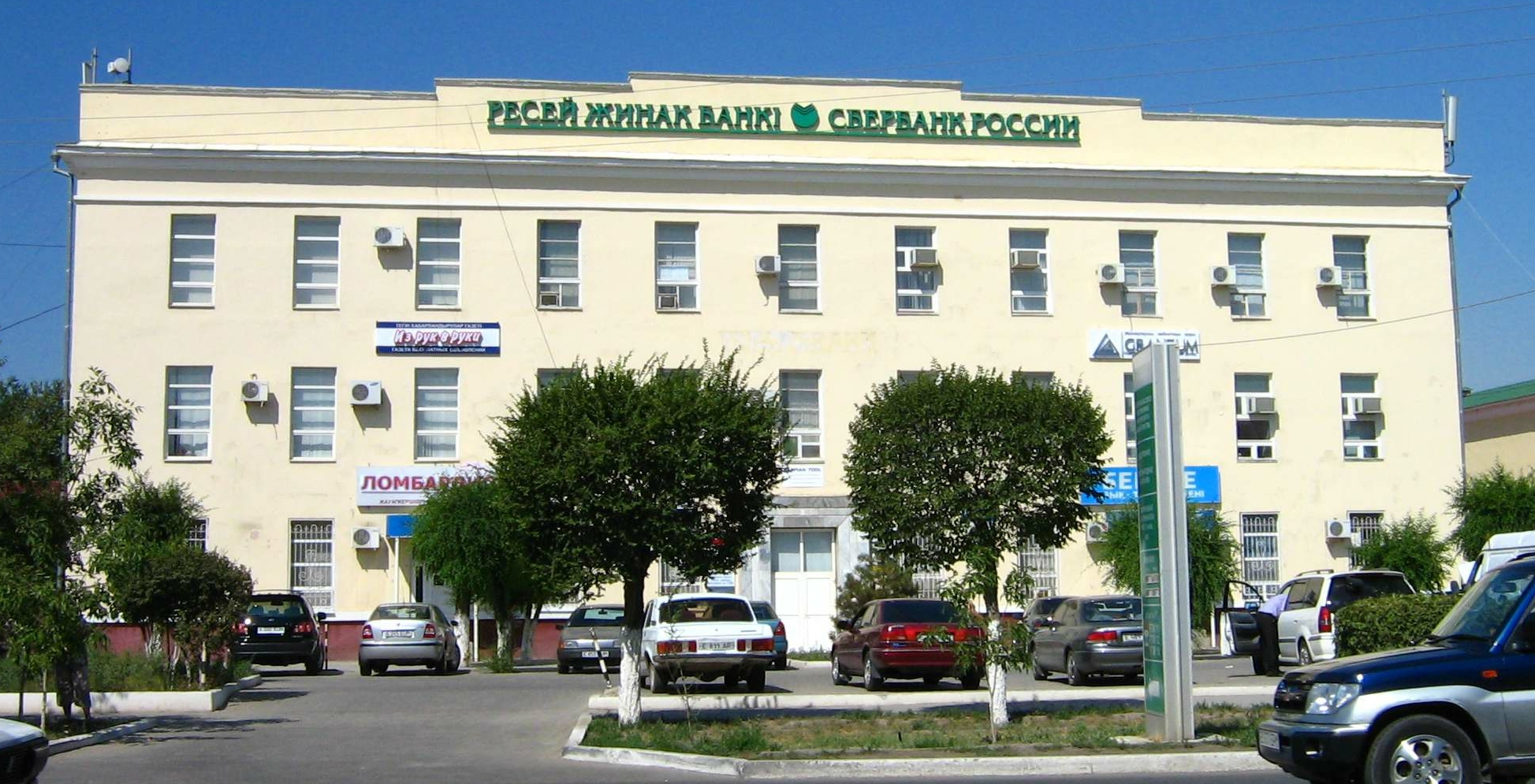
Oficina de Sberbank Rossi en Atyrau, Kazakhstán.

Los diez mayores prestamistas del banco recibieron RUB 297.000 millones en 2004. Algunos proyectos conocidos incluyen:
- GT TEZ Energo (construcción de turbinas de gas para plantas eléctricas)
- Sevmorneftegaz (subsidiaria de Gazprom con licencia en los campos petrolíferos Shtokman y Prirazlomnoye)
- Sayanskhimplast (producción de cloro y sosa cáustica)
- Programa de inversiones de 2004 "Svyazinvest"
- Ilyushin Finance Co. (arrendamiento de tres aviones)
- Delta Telecom (compañía de telefonía móvil de San Petersburgo)
- Sukhoi Su-35 (financiación a largo plazo de la producción de este avión)[2]

## Relaciones con las agencias de exportación
Sberbank ha signado acuerdos con distintas agencias de exportación (ECAs) en 2004 incluyendo Eximbank USA, Eximbank Hungría y el Israel Foreign Trade Risks Insurance Corporation. Sberbank también ha cooperado con OeKB, ECGD, Euler Hermes, SACE, CESCE, EDC (Canadá), Atradius (Países Bajos), KUKE (Polonia), COFACE (Francia), Finnvera (Finlandia), EGAP (República Checa), EKN (Suecia), ERG (Suiza), NEXI (Japón) y con el Japan Bank for International Cooperation.

## Subsidiarias
- Sberbank Rossii (Kazajistán) (antiguo Texakabank)
- Sberbank Rossii (Ucrania) (antiguo NRB)
- BPS-Bank (Bielorrusia)[3]

## Crítica

### Escándalo de los depósitos no devueltos
"Sberbank de Rusia" es el sucesor del sistema de cajas de ahorros laborales estatales de la URSS, cuyos bienes pertenecían en su totalidad al Estado. En el transcurso del proceso de liberalización de los precios a principios de 1990, tras el fin de la URSS, el Estado y Banco Estatal de Ahorros prácticamente abandonaron las garantías de aseguramiento de las contribuciones de los ciudadanos, lo que resultó en su devaluación extraordinaria  que causó gran descontento de la población. A partir de 1996, se lleva a cabo una compensación parcial de las pérdidas de los depositantes.

### El nivel bajo del servicio
En la década de 2000 "Sberbank de Rusia" fue acusado reiteradamente de mal calidad de servicio a clientes  y muchos inconvenientes en secciones del banco en Rusia.

### Acusaciones de financiación de los rebeldes en Ucrania
El 17 de abril de 2014 Oleg Mahnitskyy, Querellante General de Ucrania, informó que se había abierto una causa penal contra "Sberbank de Rusia" en ese país por sospechas de financiación de las protestas prorrusas y posteriores fuerzas independentistas y prorrusas en el este del país, formadas tras el Euromaidán en oposición a este (y que el gobierno ucraniano califica de «terroristas»). También en el centro de prensa del Servicio de Seguridad de Ucrania señalaron que "Sberbank de Rusia" convirtió en liquidez 45 millones UAH en marzo y abril de 2014 para financiar a los rebeldes. El servicio de prensa del banco negó cualquier implicación en la financiación de estos grupos en Ucrania.

## Boicot político y social

### Boicot en Ucrania

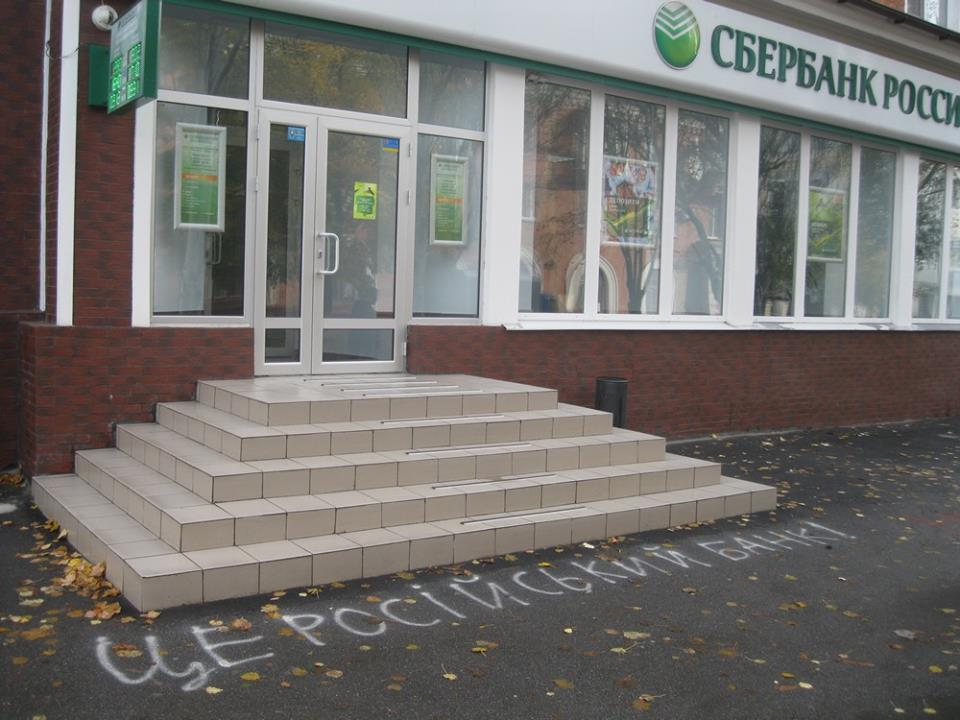
La inscripción "es un banco ruso" en la entrada al departamento del "Sberbank de Rusia" en Oleksandria

A partir de 2013 la red de bancos en Ucrania se hizo el objeto de atención de los activistas de la campaña "¡No compres mercancías rusas!". Los activistas exigieron que no se sirvieran de los servicios del "Sberbank de Rusia", señalando su origen ruso. La idea de boicotear recibió una amplia difusión a partir de marzo de 2014 con el inicio de la "crisis de Crimea". Entonces una ola de acciones en contra de los bancos rusos corrió por Ucrania, incluso contra el "Sberbank de Rusia". También tuvieron lugar los casos de vandalismo y desaguisados de bancos, especialmente después de haber expuestos los cargos de financiación del separatismo en Ucrania por el Querellante General y el Servicio de Seguridad de Ucrania

### Las sanciones de Estados Unidos y de la Unión Europea
En septiembre de 2014, durante la guerra del Dombás en el este de Ucrania y la anexión de Crimea por parte de Rusia, entraron los Estados Unidos en la tercera fase de las sanciones de la UE contra varias compañías rusas con una parte de la propiedad del estado, entre las cuales estaba el "Sberbank de Rusia". La esencia de las sanciones es limitar el acceso de los bancos a los mercados de las capitales de la UE y los Estados Unidos (prohibición de los préstamos). El día después de su anuncio el valor de las acciones del "Sberbank de Rusia" se redujo en la Bolsa de Moscú en más de un 1,5%.
Tras la invasión rusa de Ucrania y las sanciones impuestas por la Unión Europea, Reino Unido y Estados Unidos a algunos bancos rusos, el 28 de febrero de 2022 Sberbank Europe AG, filial europea del banco, entró en quiebra debido a no poder hacer frente a la retirada masiva de depósitos y a sus obligaciones de deuda.